# Franciszka Arnsztajnowa
Franciszka Arnsztajnowa, celým jménem Franciszka Hanna Arnsztajnowa z Meyersonów; používané pseudonymy: F. A. M., J. Górecka, Jan Gorecki, Jan Górecki, Stefan Orlik (nar. 19. února 1865 Lublin, zemřela pravděpodobně v roce 1942), byla polská básnířka, dramatička a překladatelka židovského původu.

## Život
Byla dcerou Bernarda (Bereka) Meyersona, lublinského obchodníka, ředitele Úvěrové společnosti města Lublinu, a spisovatelky Malwiny (Małky) rozené Horowitzové, která byla pravnučkou ortodoxního rabína Azriela Horowitze a sestrou filozofa Emila Meyersona. Studovala na dívčí střední škole v Lublinu a poté studovala přírodní vědy v Německu.
Po návratu do Lublinu se spolu s manželem Markem Arnsztajnem věnovala sociální, charitativní a vlastenecké činnosti (i během 1. světové války).
Debutovala v novinách „Kurier Codzienny“. V roce 1895 vydala svou první sbírku básní Poezje. Spolu s Józefem Czechowiczem, se kterým v roce 1932 založila Svaz lublinských spisovatelů, vydala i pozdější básnické sbírky.
V roce 1934 se přestěhovala do Varšavy. Okolnosti její smrti nejsou známy, zemřela pravděpodobně ve vyhlazovacím táboře Treblinka.
Jejím manželem byl lékař, sociální a politický aktivista Marek Arnsztajn. Syn Jan Arnsztajn byl lékař a aktivista za nezávislost.

## Dílo (výběr)

### Básnické sbírky
- 1895: Poezje
- 1899: Poezje (druhý soubor)
- 1924: Archanioł jutra
- 1932: Odloty
- 1934: Stare kamienie (spolu s Józefem Czechowiczem)

### Divadelní hry
- Widmo: Ballada w I akcie (1905)
- Luxoniolo (1911)